# Monte Musinè
O Monte Musinè é uma montanha dos Alpes Graios. Situa-se na Itália é a montanha mais perto da área metropolitana de Turim e uma de mais popular entre os caminhantes do Piemonte.

## Classificação SOIUSA
De acordo com a classificação alpina SOIUSA (International Standardized Mountain Subdivision of the Alps) esta montanha é classificada como:
- grande parte = Alpes Ocidentais
- grande setor = Alpes do Sudoeste
- secção = Alpes Graios
- subsecção = Alpes de Lanzo e da Alta Maurienne
- supergrupo = cordilheira Rocciamelone-Charbonnel
- grupo = grupo do Rocciamelone
- subgrupo = serrania Lunella-Arpone
- código = I/B-7.I-A.2.b

## Imagens

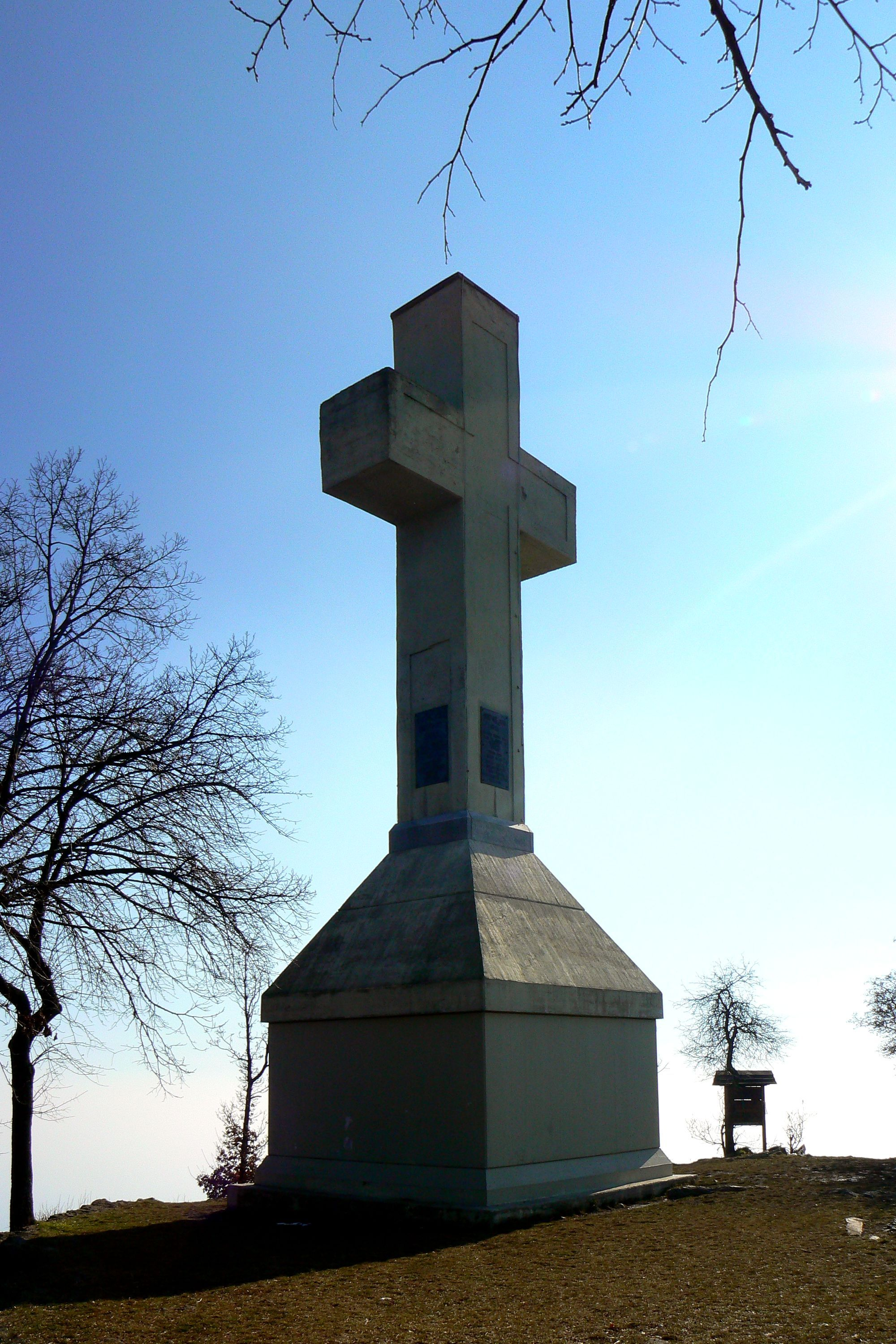
A grande cruz em cima o Musinè.
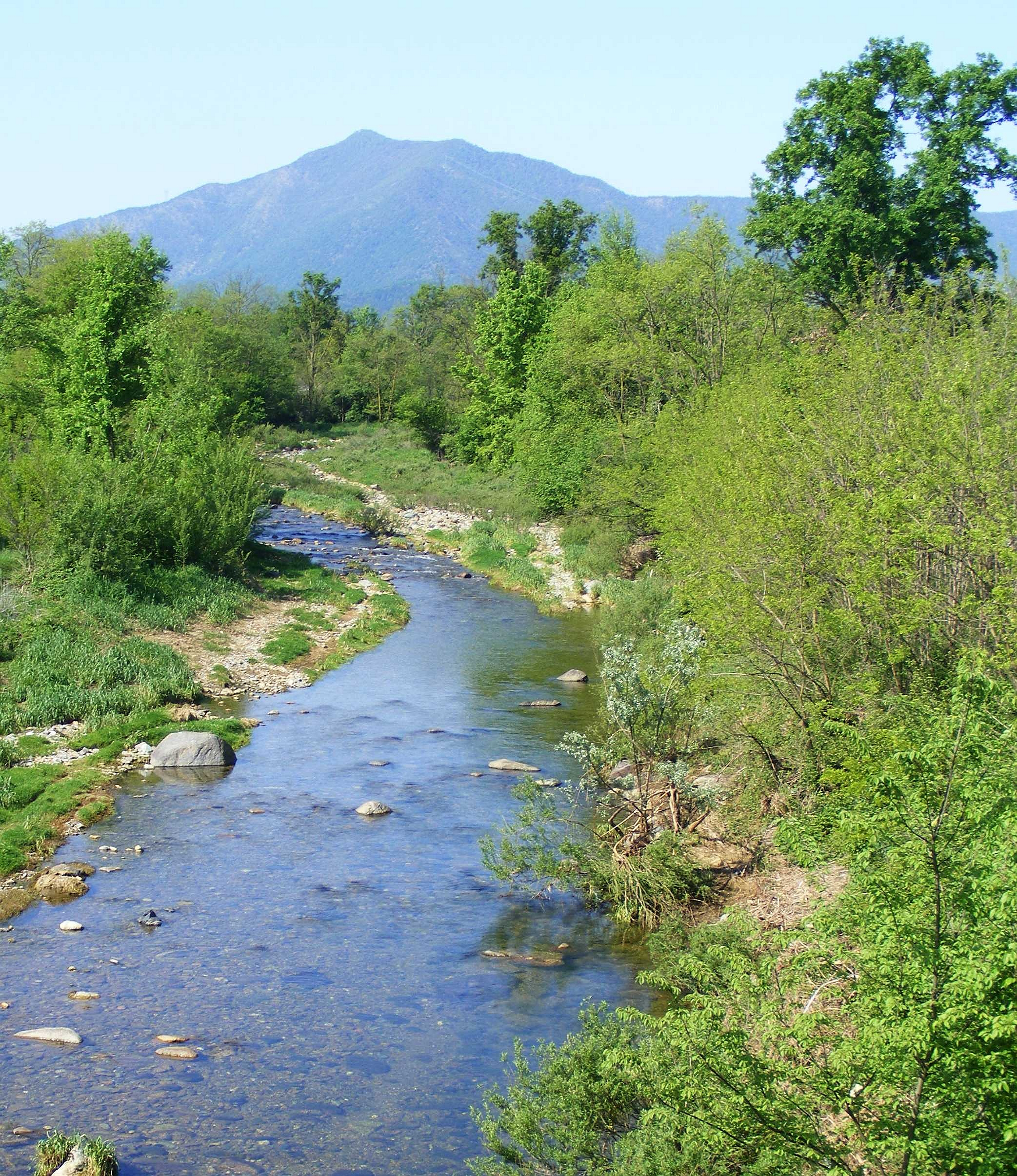
O Musinè visto a partir do rio Casternone.
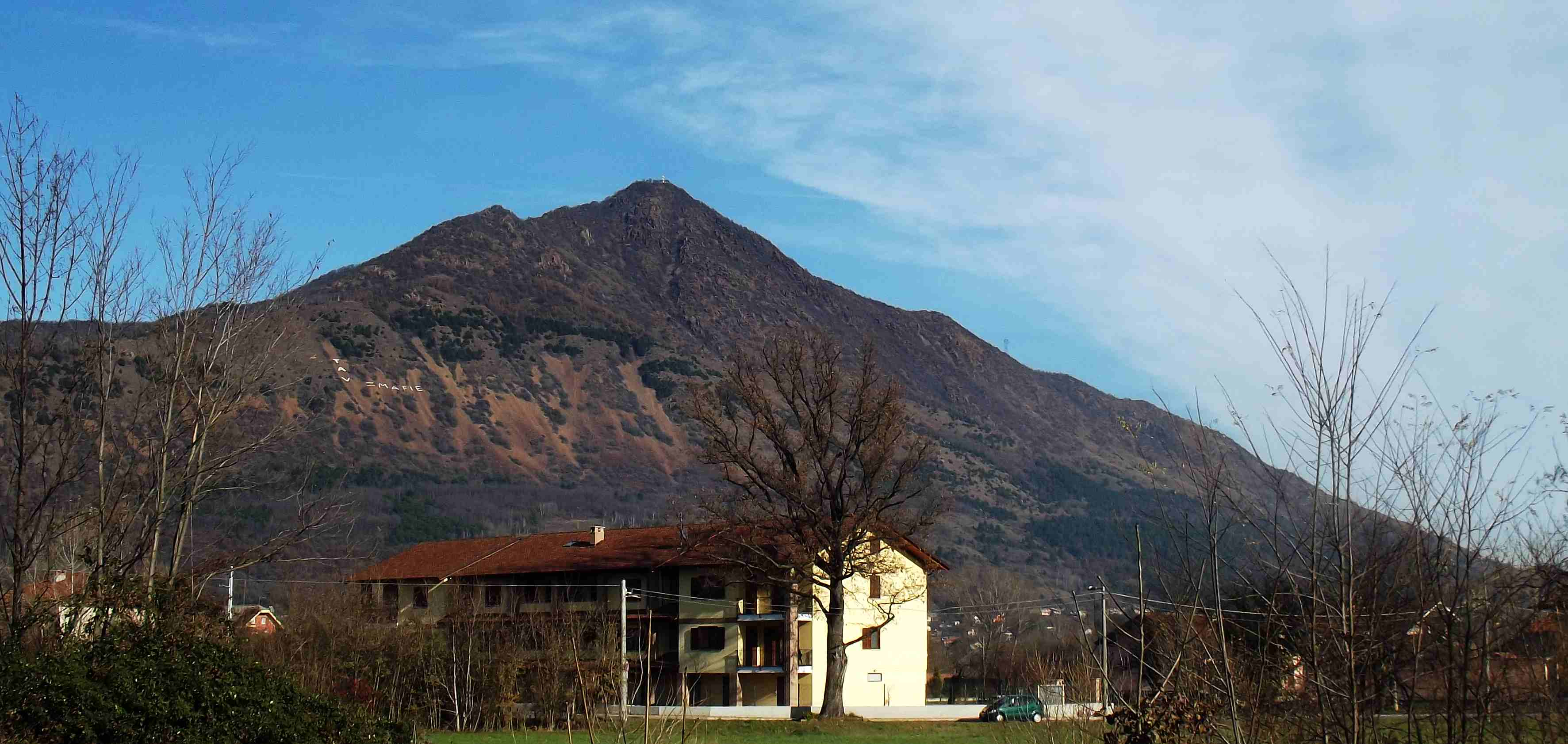
Ladeira sul.
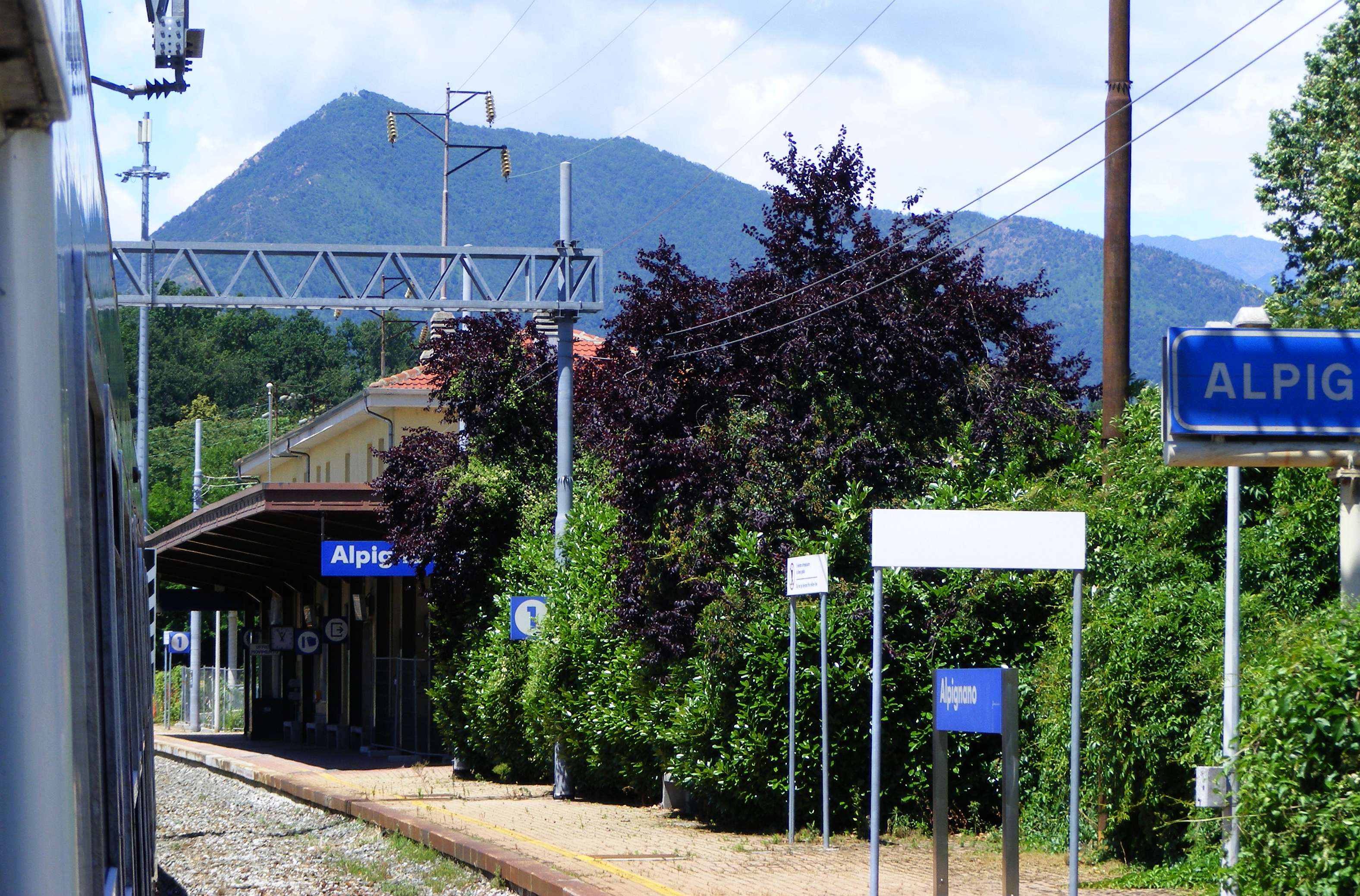
O Musinè visto a partir da linha do Fréjus.